# Aderus gracilioricornis
Aderus gracilioricornis es una especie de coleóptero de la familia Aderidae. Fue descrita científicamente por Maurice Pic en 1948 (nomen novum).

## Distribución geográfica
Habita en Vietnam.